# Nennbetragsaktie

Escada AG – Aktie mit dem Nennwert von 50 DM vom April 1986

Dillinger Hütte – Nennbetragsaktie über 15.000 Mark aus dem Jahr 1906

Die Nennbetragsaktie (oder Nennwertaktie) ist eine Aktie, die durch einen Nennwert einen Anteil am Grundkapital einer Aktiengesellschaft oder Kommanditgesellschaft auf Aktien verbrieft. Gegensatz ist die Stückaktie.

## Allgemeines
Die Nennbetragsaktie wird mit der Angabe eines festen Nennwertes emittiert, der in der Satzung der Aktiengesellschaft festgelegt wird. Dabei muss dieser Nennwert heute mindestens 1 Euro oder ein Vielfaches davon (immer auf volle Euro) betragen. 
Die Addition aller Nennbeträge der ausgegebenen Nennbetragsaktien ergibt das Grundkapital. Deshalb verkörpert die Nennbetragsaktie den Anteil am Grundkapital im Verhältnis des Nennbetrages einer Aktie zum Gesamtbetrag des Grundkapitals. Der innere Wert der Nennbetragsaktie ist meist nicht mit dem Nennbetrag identisch, sondern ergibt sich aus dem Kurswert, der bei erfolgreichen Unternehmen über dem Nennbetrag der Aktien liegt.

## Geschichte
Die Nennbetragsaktie kann auf eine längere Geschichte als die Stückaktie zurückblicken. Bereits das „Preußische Gesetz über die Aktiengesellschaften“ (PGAG) vom November 1843 enthielt indirekt in § 2 Nr. 3 PGAG das Erfordernis des Ausweises eines Nennbetrages, weil „die Höhe … der einzelnen Aktien“ anzugeben war. Davon war auch im ADHGB vom Mai 1861 die Rede (Art. 210 Abs. 2 Nr. 4 ADHGB), zudem bestand die Verpflichtung der Aktionäre zur Zahlung des Nominalbetrages (Art. 222 Nr. 1 ADHGB). Die Aktienrechtsnovelle vom Juni 1870 brachte den Mindestnennbetrag von 100 Vereinsthalern (Art. 207a ADHGB). Im Juli 1884 gab es einen Mindestnennbetrag von 1.000 Mark. An diesem Nennbetrag hielt das Handelsgesetzbuch (HGB) im Mai 1897 mit mindestens 1000 Reichsmark fest (§ 180 HGB), die im Januar 1937 auch ins neue Aktiengesetz übernommen wurden. Der hohe Nominalbetrag sollte Kleinanleger von Aktien fernhalten. Im August 1949 kam es im Zuge der Währungsreform zu einem Nominalbetrag von 100 DM. Das AktG vom September 1965 brachte die 50 DM-Aktie, im Juli 1994 kam es zur radikalen Herabsetzung auf 5 DM, was das Aktiensplitting nahezu unmöglich machte. Die Stückaktie kam erst durch das „Gesetz über die Zulassung von Stückaktien“ vom 25. März 1998 auf den Aktienmarkt. Seit Januar 1999 beträgt der Mindest-Nennbetrag für Nennbetragsaktien einen Euro.

## Rechtsfragen
In § 8 Abs. 1 AktG ist geregelt, dass Aktien entweder als Nennbetragsaktien oder als Stückaktien ausgegeben werden dürfen. Daraus ergibt sich, dass nur eine Art durch das emittierende Unternehmen ausgewählt werden darf („entweder … oder“). Die Satzung legt gemäß § 23 Abs. 3 Nr. 4 AktG fest, welche Art ausgegeben wird. Dagegen ist es möglich, pro Unternehmen unterschiedliche Nennbeträge auszugeben. Der (früher) auf die Aktienurkunden aufgedruckte Nennbetrag bezeichnet den Betrag der auf die Aktie vom Aktionär zu leistenden Einlage auf das Grundkapital. Bei der heutigen stückelosen Girosammelverwahrung oder dem Wertrecht sind Nennbeträge nicht mehr sichtbar, weil es keine Aktienurkunden mehr gibt.
Bei der Emission Junger Aktien bei einer Kapitalerhöhung ist es verboten, die Jungen Aktien unter dem Nennwert der Alten Aktien zu emittieren (Verbot der Unterpariemission in § 9 Abs. 1 AktG), denn für einen geringeren Betrag als den Nennbetrag oder den auf die einzelne Stückaktie entfallenden anteiligen Betrag des Grundkapitals dürfen Aktien nicht ausgegeben werden.
Im Falle von Nennbetragsaktien ist es bei einem Aktiensplit oder einer Aktienzusammenlegung erforderlich, alle ausgegebenen Effekten gegen die mit dem neuen Nennwert versehenen Aktien auszutauschen. Dieses war insbesondere früher ein sehr umfangreiches Unterfangen, was einer der Gründe war, weshalb solche Vorgänge eher rar waren. Mittlerweile liegen jedoch die meisten Aktien lediglich als Globalurkunde (ein physisches Dokument, das z. B. 100.000 Aktien à 5 Euro bescheinigt) vor, so dass in diesen Fällen lediglich dieses Dokument ausgetauscht werden muss.

## International
Österreich lässt ebenfalls neben der Nennbetragsaktie die Stückaktie zu (§ 8 Abs. 1 öAktG). Nennbetrags- und Stückaktien können auch hier nicht nebeneinander ausgegeben werden (§ 17 Ziff. 4 öAktG). In der Schweiz gibt es nur die Nennbetragsaktie, deren Nennwert mindestens 1 Rappen betragen muss (Art. 622 Abs. 4 OR). Die Einführung der Stückaktien wird diskutiert.